# Giuseppe Zanatta
Giuseppe Zanatta (Miasino, 29 septembre 1634 - 1720) est un peintre italien baroque actif à la fin du XVIIe et le début  XVIIIe siècle.

## Œuvres
- Saint Jules qui rencontre saint Audenzio, tableau, transept, Basilique San Giulio, Orta.
- Sant'Antonio con Gesù Bambino, oratoire , Miasino.
- San Antonio Abate resuscita un giovane assassinato, huile sur toile, 180 × 150, église san Antonio, Vacciago, Novare.